# Rembrandt (nome)
Rembrandt  è un nome proprio di persona olandese maschile.

## Origine e diffusione
Continua un nome di origine germanica, che era composto dagli elementi ragin ("consiglio", presente anche in Rinaldo, Raniero, Raimondo e Rainardo) e brand ("spada", presente anche in Brando, Aldobrando e Ildebrando); è noto a livello internazionale grazie alla fama del pittore Rembrandt van Rijn, spesso noto anche con il nome soltanto.

## Onomastico
Si tratta di un nome adespota, in quanto non è portato da alcun santo. L'onomastico si festeggia quindi il 1º novembre, in occasione di Ognissanti.

## Persone

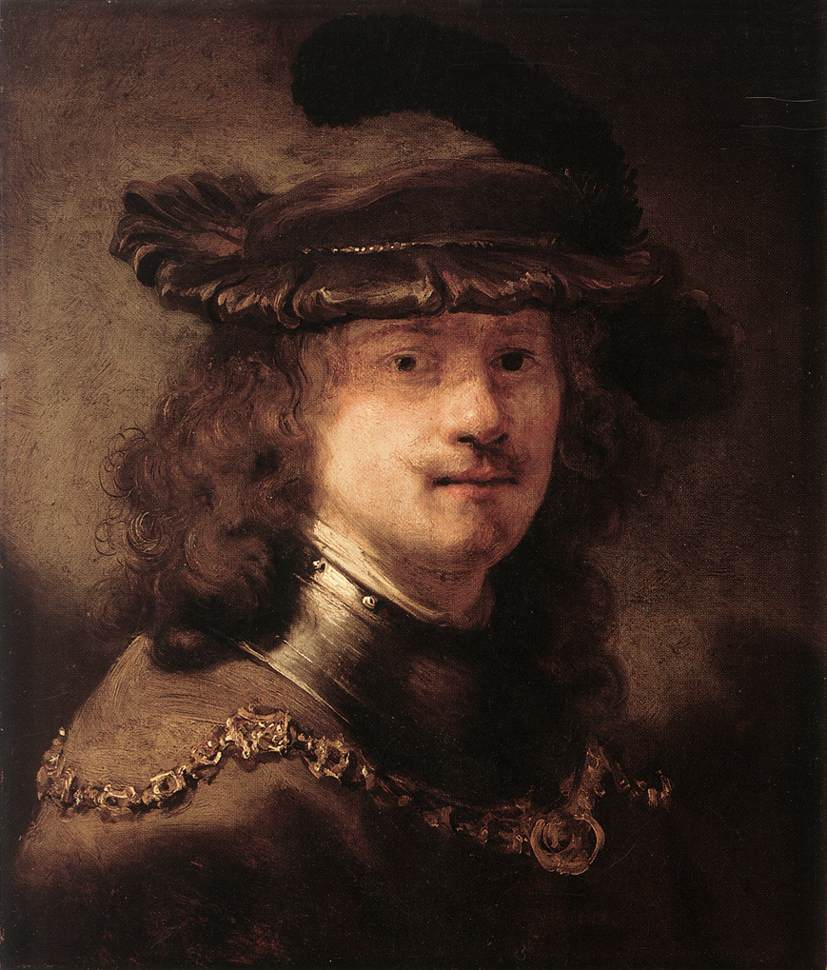
Rembrandt van Rijn

- Rembrandt Bugatti, scultore italiano
- Rembrandt Peale, pittore statunitense
- Rembrandt Harmenszoon van Rijn, pittore e incisore olandese